# نور الدين أرسلان شاه بن مسعود
نور الدين أرسلان شاه الأول (Nur ad-Din Arslan Shah I) اسمه الكامل نور الدين أرسلان شاه بن عز الدين مسعود والمعروف ب «أرسلان شاه» هو والي الموصل التابع ل«الدولة الزنكية» للفترة ما بين (1193–1211). توفي سنة 1234.